# 安東尼·范·列文虎克
安東尼·菲利普斯·范·雷文霍克 FRS（1632年10月24日—1723年8月26日）是一位出身荷蘭黃金時代代尔夫特的微生物學家和顯微鏡學家先驅。 他沒有接受高等教育，也不熟悉荷蘭語以外的語言，但出於對探索和分享知識的熱情等，憑藉習得的有關技能，自行研發製造許多顯微鏡，對微生物進行觀察和描述工作。 透過顯微鏡的輔助，他成為早期發現精子的研究者之一。 由於對於微生物的研究與發現，他率先反對自然發生的有關想法。 他也是早期對紅血球、免疫細胞，以及循環系統等進行觀察研究和描述工作的科學家之一。
儘管他沒有任何著作，但他在寫給英國皇家學會的繁雜信件中描述他的發現；皇家學會在其《自然科學會報》中發表許多他的信件。

## 生平

### 早年生活

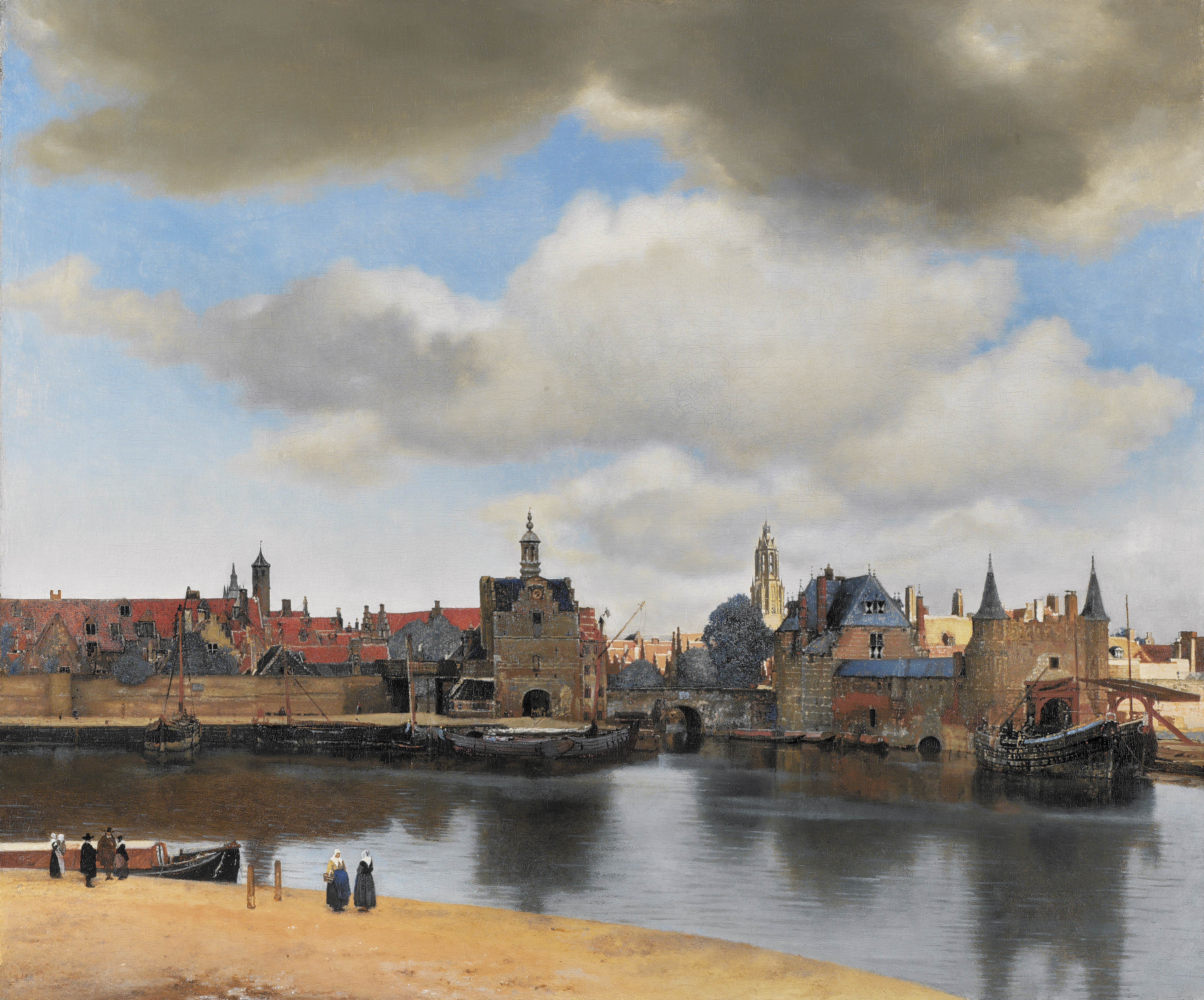
代爾夫特河景（Gezicht op Delft），由與雷文霍克同時期的畫家維梅爾所繪。

雷文霍克於1632年10月24日出生在荷蘭共和國的代尔夫特，並在同年11月4日受洗。他的父親菲利浦‧安東尼（Philips Antonisz van Leeuwenhoek）是一名製作籃子的工匠，在雷文霍克年僅五歲時過世。他的母親瑪哈雷塔·貝爾·范德貝赫（Margaretha Bel van den Berch）不久後和畫家雅各‧扬松‧莫莱恩（Jacob Jansz Molijn）再婚。
雷文霍克在瓦尔蒙德短暫接受教育，接著搬到本特赫伊曾和擔任市政官的叔叔同住。他很有可能在這段期間內跟隨叔叔學習荷蘭司法系統。 在雷文霍克大約十六歲時，他被送往當時荷蘭的政經中心阿姆斯特丹，成為當地一間亞麻製品商店的學徒，後來更升任為收銀員和帳本管理者。他在阿姆斯特丹結識了同樣愛好顯微鏡學的揚‧斯瓦默丹。
雷文霍克的學徒生涯持續了六年，他在1654年返回代爾夫特，並於7月29日迎娶芭芭拉（Barbara de Mey），他的第一任妻子。他們共有五個孩子，只有一個女兒瑪麗亞（Maria）活到成年。瑪麗亞在雷文霍克追求科學的過程中扮演重要的協助角色，包含清掃房屋及照顧父親等等。
1655年，雷文霍克在代爾夫特購買房屋（Gulden Hoofd，位於Hippolytusbuurt區3號），並在此處度過餘生。他在此處從事買賣布匹的生意，也在這裡作出自己生涯中許多重大發現。
1666年，芭芭拉過世。雷文霍克於1671年再娶，第二任妻子名為科妮莉亞（Cornelia Johannes Swalmius）。兩人沒有生育任何子女。

#### 公職生涯
雷文霍克在家鄉的地位日漸提升。二十七歲時（1660年），雷文霍克被指派為代爾夫特市政官的總管（Chamberlain）。他擔任這個職位長達三十九年，負責掌管、維護及清潔市政官們的會議場地，在需要時供給爐火，並且禁止透露在會議室中聽到的談話內容。 三十六歲時（1669年），雷文霍克獲得荷蘭法院核發的土地測量師資格。 四十六歲時（1679年），他獲指派為代爾夫特的酒類測量員（wijnroeier），負責檢驗所有進入城內的酒類和盛裝酒類的容器的品質。

#### 雷文霍克與維梅爾

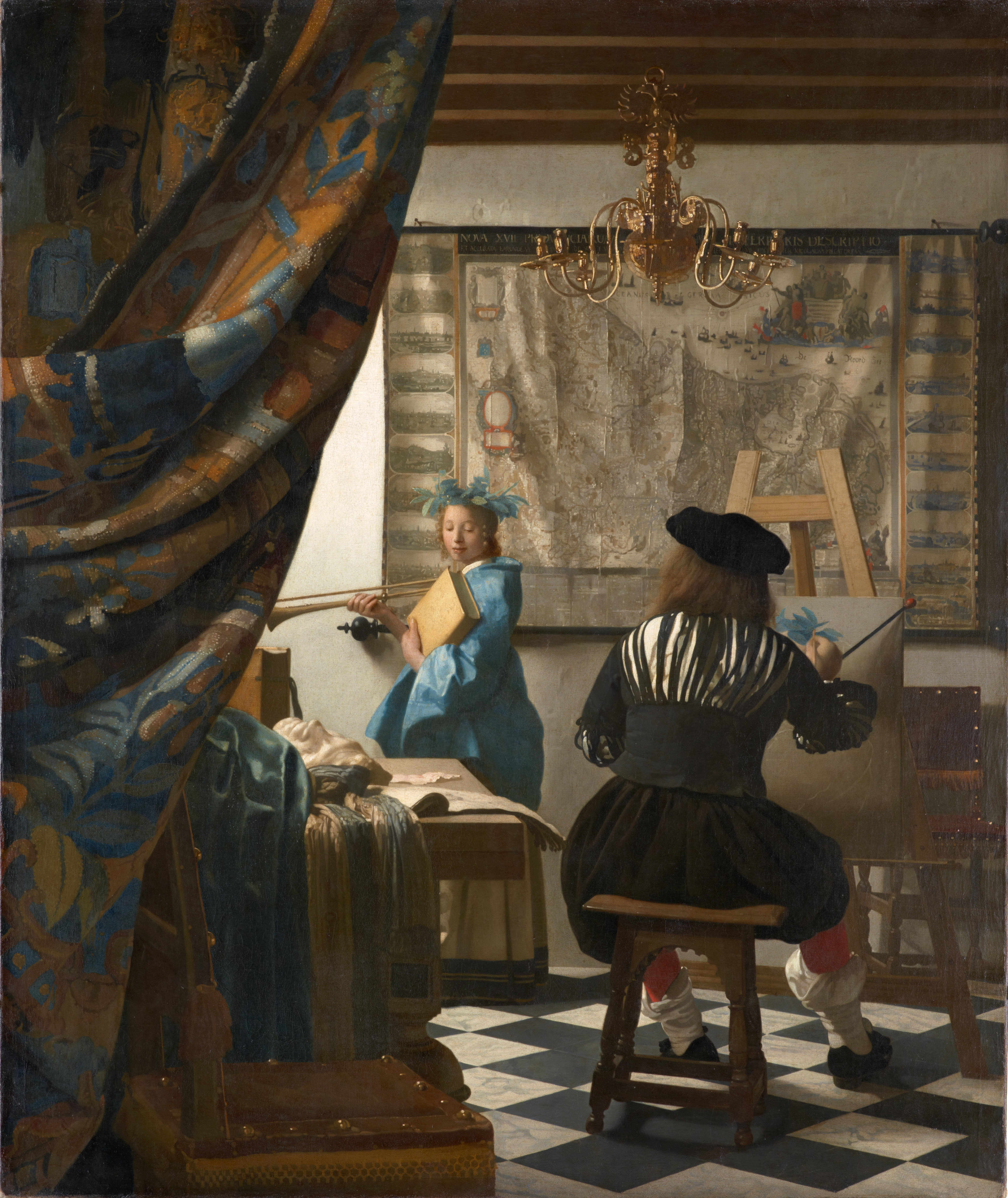
維梅爾的《繪畫的藝術》（Allegorie op de schilderkunst），繪於1662-1668年間。

荷蘭黃金時代畫家揚‧維梅爾和雷文霍克同年出生，當前者在1675年過世時，雷文霍克負責協助維梅爾的遺孀申請破產，處理畫家留下的遺產和作品，將其拍賣以償還債務。 維梅爾的家人試圖保留其中一幅作品《繪畫的藝術》，將這幅油畫藏在維梅爾的岳母家中，卻被雷文霍克發現，並同樣被送上拍賣場。

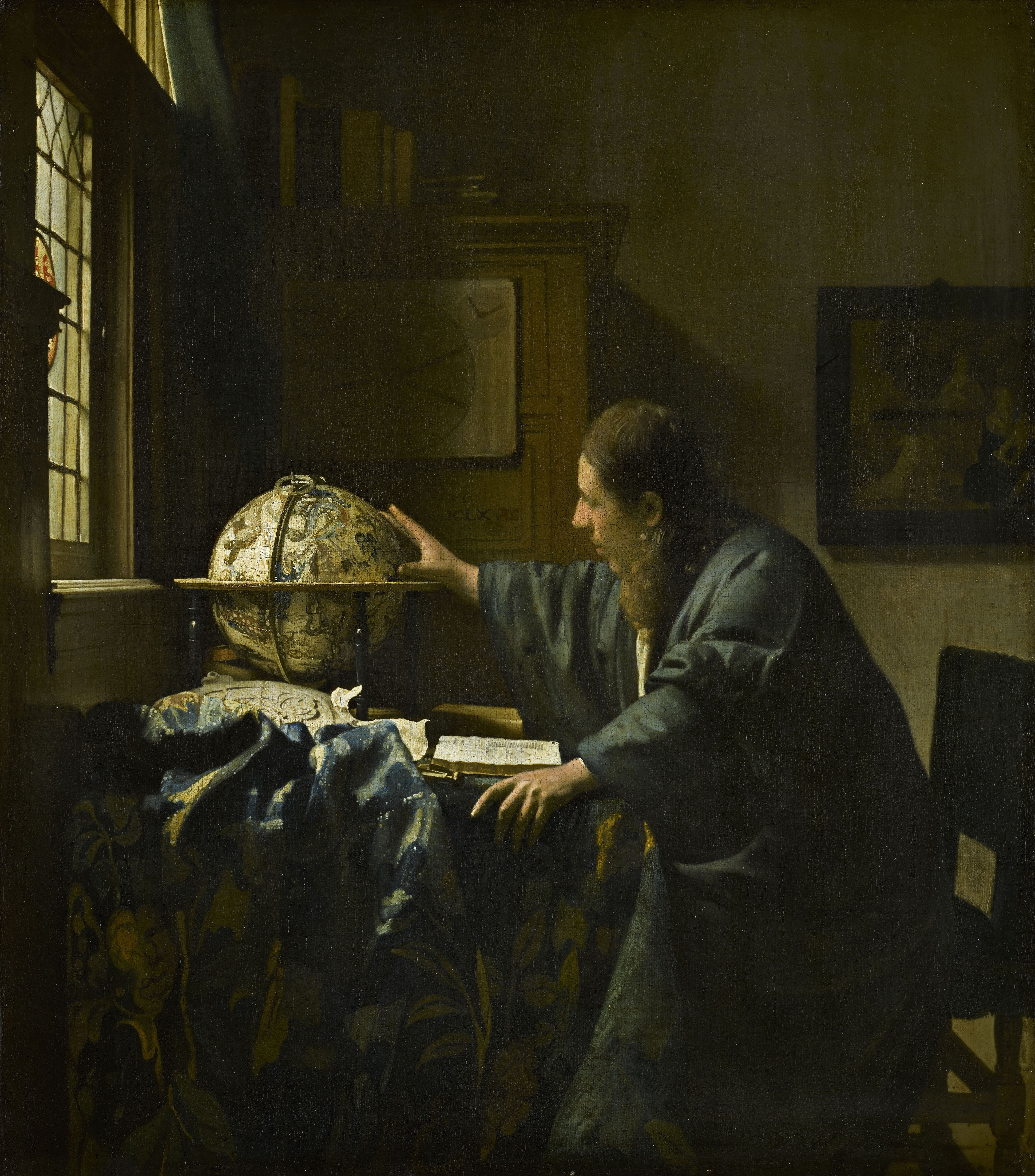
維梅爾的《天文學家》（De astronoom），繪於1668年。

儘管缺乏直接證據，部分史家推測雷文霍克和維梅爾私底下是朋友關係。有些學者甚至認為，雷文霍克在維梅爾的兩幅作品《天文學家》和《地理學家》中擔任模特兒。
雷文霍克與維梅爾可能互相認識的證據如下：
- 雷文霍克和維梅爾在代爾夫特的住處非常靠近。
- 雷文霍克從事販賣亞麻布的生意，而維梅爾利用亞麻布作為畫布。
- 兩人都對光學及透鏡相關議題極感興趣。
- 兩人有許多共同朋友。
- 雷文霍克被指派為維梅爾遺產的處理者。

然而有其他史家指出，雷文霍克在協助處理維梅爾遺產時，不僅處處以債權人而非維梅爾家人的利益為考量，更向維梅爾遺孀收取費用。因此，實在難以推斷雷文霍克和維梅爾是朋友關係。

### 中年生活與科學工作

#### 開始與皇家學會通信
大約在1673年時，雷文霍克開始自學製造並研磨顯微透鏡。他的朋友，荷蘭醫生雷尼耶·德·格拉夫在了解他的工作以後，將雷文霍克的研究成果寄給英國皇家學會的秘書亨利‧奧爾登堡，並表示：
……我寫信來告訴你這裡最富天才的人，他的名字是雷文霍克，他發明的顯微鏡之性能遠超乎我們至今所見……隨函附上他的來信，其中他描述的好些事物，他觀察得比前人都更精確。……
雷文霍克的觀察結果出版在皇家學會的期刊《自然科學會報》中，並獲得學會成員的關注。在奧爾登堡的要求下，康斯坦丁‧惠更斯（荷蘭科學家克里斯蒂安‧惠更斯的父親）寫信告訴英國科學家兼《微物圖誌》的作者羅伯特‧虎克更多雷文霍克的相關資訊。雷文霍克也寫信給奧爾登堡，表示自己並未受過科學訓練，也不懂荷蘭文以外的其他語言，若不是有格拉夫的鼓勵，他其實不願意公開自己的成果。
從此以後，雷文霍克開始定期和皇家學會通信，大部分信件內容皆出版在《自然科學會報》裡。雷文霍克一生從未出版任何書籍，他的研究成果就分散在各式信件當中。

#### 發現微生物
1676年10月9日，雷文霍克寫信給奧爾登堡，聲明自己在加入胡椒的水中發現了五種不同的微生物。他用不同的水源、加入不同的香料進行實驗，也談到空氣中是否可能有生命體。這是雷文霍克最早紀錄的微生物觀察，也是他一生中最著名的信。
皇家學會翻譯並出版了這封信，但是許多學會成員不完全信任雷文霍克的觀察，例如克里斯蒂安‧惠更斯就懷疑雷文霍克看到的是否只是「他眼睛的錯覺」。因此，學會請繼任奧爾登堡成為秘書的尼希米‧格魯以及虎克重現雷文霍克的實驗結果。 格魯和虎克兩人皆是當時英國最精熟顯微鏡操作的科學家。
經過多次嘗試，虎克終於在1677年11月15日，於皇家學會的例行會議上成功重現了雷文霍克的實驗。當時有許多位重要人士在場見證實驗結果，除了格魯之外，還包括克里斯多福‧雷恩及約翰‧奧布里等等。 至此，雷文霍克關於微生物的敘述才被承認，他也因此聲名大噪。
1680年，雷文霍克獲選為皇家學會的正式成員。雷文霍克非常驚喜，並終身珍視這個頭銜，儘管他沒有出席位在倫敦的就任儀式，且一生並未參加過任何皇家學會的例會。他甚至在繪製自己的肖像時，讓畫家同時把學會頒發的證書畫入圖中。
在此以後，雷文霍克的訪客越來越多。他接待過的訪客包括斯瓦默丹（1674）、萊布尼茲（1676）、詹姆士二世（1679，當時的身分還是約克公爵）、莫利纽克斯（1685）、洛克（1685）、彼得大帝（1698）、布爾哈夫和勒伊斯（1716）等等。

#### 科學界的地位
到了十七世紀末，雷文霍克已成為顯微鏡學界的代表人物。在十七世紀中後葉，歐洲有五位特別傑出的顯微鏡學家，分別是英國的虎克、格魯，荷蘭的斯瓦默丹、雷文霍克，以及義大利的馬爾皮吉。然而，虎克在1692年發表的一場演講中，指出：
顯微鏡……現在只剩下唯一一位信徒，也就是雷文霍克先生；除了他以外，我沒聽說任何人還會把那種儀器用於消遣和打發時間以外的用途，這是因為現在這種儀器已經變得便於攜帶，可以放在人們的口袋裡帶著走。
由此可見，當時顯微鏡在學術上的運用漸趨式微。在雷文霍克過世後，學界對微生物的研究亦隨之中斷。

### 逝世
雷文霍克於1723年8月26日過世於自己的家中，享年90歲。 他被埋葬在老教堂（Oude Kerk）。
雷文霍克的女兒瑪麗亞在父親過世不久後致信皇家學會，將父親遺贈的一個小櫃子送給學會，櫃子中裝有雷文霍克製作的26個銀質顯微鏡。 時任皇家學會會長的艾薩克·牛頓負責簽收這些顯微鏡。

## 顯微鏡技術

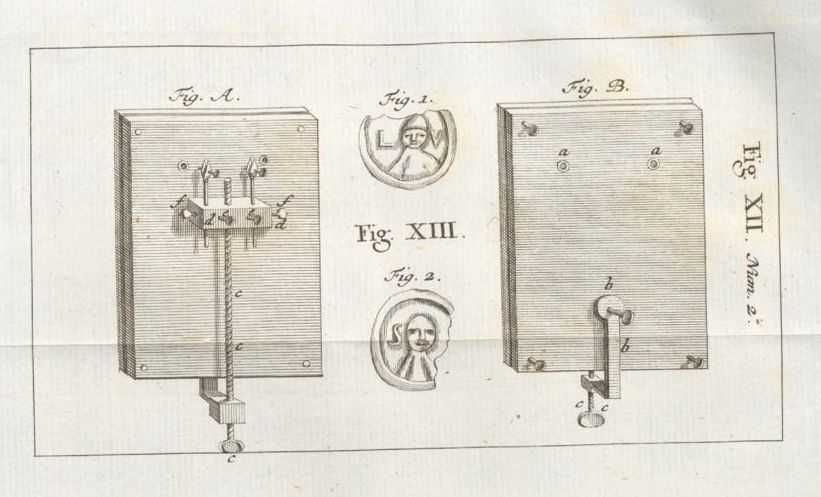
雷文霍克的顯微鏡，由拜訪他的訪客烏芬巴赫（Zacharias von Uffenbach）所記錄。

雷文霍克相當保護自己的顯微鏡製造技術，他自稱把研磨鏡片的秘密「只保留給我自己」。 他通常僅會在訪客面前展示自己性能比較普通的顯微鏡。
雷文霍克一生中所製造的顯微鏡，已知的有559個，其中有超過半數都是單鏡片顯微鏡。 現存的雷文霍克顯微鏡僅餘11個。

### 鏡片製造
在十七世紀，製造顯微透鏡的方法主要有三種：
- 磨製（英：Grinding）：透過儀器或手工打磨所需的鏡片。
- 吹製（英：Blowing）：吹製玻璃時，玻璃末端會形成凸面，經過後續處理可得平凸或雙凸透鏡。
- 拉絲（英：Drawing）：將玻璃細絲放入火焰中，玻璃會在高溫中融化，並且因重力而呈現接近球體的水滴狀。如此產生的玻璃透鏡有極高倍率的放大效果，這也是雷文霍克最常使用的的顯微鏡製造方法。

2021年5月，一項中子斷層掃描研究證實雷文霍克使用拉絲技術製造自己的顯微鏡片。拉絲這種透鏡製造技術最早出現在虎克的《微物圖誌》中，研究團隊推測雷文霍克的鏡片製造方法極有可能受到虎克的影響。

### 儀器設計及使用方式

#### 單鏡片顯微鏡
雷文霍克設計的顯微鏡附有螺絲握把，使他得以用單手手持顯微鏡。當觀看乾燥標本時，雷文霍克會用軟蠟將其固定在鏡片後的針尖上，並調整不同螺絲使針尖固定在正確的焦距位置。觀看液體標本時，他會把液體裝入他自己吹製的細玻璃管（即毛細管），再折下一段玻璃管黏在針尖上。

#### 鰻魚觀察器

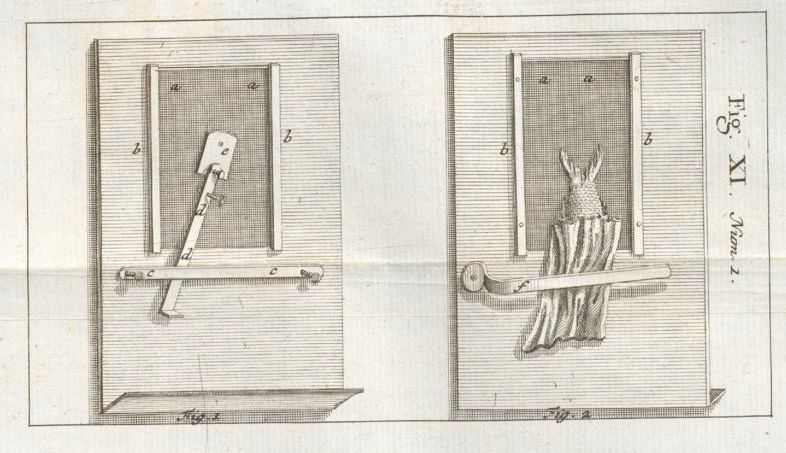
雷文霍克的鰻魚觀察器。透過顯微鏡片可以觀察固定於玻璃另一側的魚類。由雷文霍克的訪客烏芬巴赫所記錄。

為了觀察活著的魚類或鰻魚尾鰭血管中的血球，雷文霍克改造了自己的顯微鏡，以上端開口的玻璃管取代原先放置標本的針，將玻璃管裝水後即可把鰻魚頭朝下裝進玻璃管中，方便觀察。他稱呼這種儀器為鰻魚觀察器（aalkijker）。
後來雷文霍克更設計了另一種鰻魚觀察器，其原理是在顯微鏡後裝上一片平坦玻璃，再將要觀察的魚類以濕布包裹後固定於玻璃的另一側上。

## 主要貢獻
雷文霍克的一生當中磨製了超過500個鏡片。他經由手工自製的顯微鏡，首先觀察並描述單細胞生物，他當時將這些生物以荷蘭文稱為「dierkens」、「diertgens」或「diertjes」，皇家學會將其翻譯為「animalcules」。此外，他也是最早紀錄觀察肌纖維、細菌、精蟲、微血管中血流的科學家。雷文霍克觀察自己的精液，在顯微鏡觀察下從中發現精子，他自認這是他生涯中的重大發現，並觀察兩棲類、軟體動物、鳥類、魚類與哺乳動物的精細胞，獲致一個新的結論，受精就是在精細胞穿進卵中而發生的。
雷文霍克去世後，因無人追隨其研究，微生物學進入黑暗時期。對微生物學興趣降低原因：
1. 缺少學習微生物的技術；
2. 大多數人相信微生物僅是稀奇的，但對社會的影響極微或無影響。[來源請求]

## 紀念與榮譽
- 1877年，荷蘭皇家科學院創設了雷文霍克獎章。
- 一份名為《Antonie van Leeuwenhoek》的微生物學期刊於1934年創立。[65]
- 1950年，英國皇家學會創設一項名為雷文霍克獎章與講座的獎項，旨在表彰於微生物學和顯微鏡學界中做出傑出貢獻的學者。[66]
- 小行星2766以及月球背面的雷文霍克環形山皆以雷文霍克命名。
- 2004年，在荷蘭公共廣播電視的票選節目《最偉大的荷蘭人》中，雷文霍克排名第四。
- Google塗鴉在2016年10月24日發布了紀念雷文霍克384歲誕辰的塗鴉。[67]

## 備註
1. ↑  此為儒略曆日期。
在雷文霍克生活的時期，歐洲通行兩種不同曆法：荷蘭等大多數西歐地區已改用格里曆，或稱「新曆」；英國等地則仍然通行儒略曆，或稱「舊曆」。十七世紀時，格里曆的日期比儒略曆快十天；到了格里曆1700年3月1日後，格里曆的日期更比儒略曆快十一天。英國直至1752年才改採用格里曆。

### 書目
- Birch, Thomas. . London: A. Millar. 1756.
- Bourne, H. R. Fox.  1. London: Henry Colburn and Richard Bentley. 1830.
- Dobell, Clifford. . New York: Dover Publications. 1960.

### 引用
1. ↑  . Brian J. Ford.   [2024-05-27]. （原始内容存档于2023-10-04）.
2. ↑  . Lens on Leeuwenhoek.   [2024-05-27]. （原始内容存档于2024-07-10）.
3. ↑  Chung, King-thom; Liu, Jong-kang: Pioneers in Microbiology: The Human Side of Science. (World Scientific Publishing, 2017,  ISBN 978-9813202948). "We may fairly call Leeuwenhoek "The first microbiologist" because he was the first individual to actually culture, see, and describe a large array of microbial life. He actually measured the multiplication of the bugs. What is more amazing is that he published his discoveries."
4. ↑  Scott Chimileski, Roberto Kolter. . Harvard University Press. 25 September 2017  [26 January 2018]. ISBN 9780674975910. （原始内容存档于2020-02-15）.
5. ↑  . Biography Online.   [27 April 2023]. （原始内容存档于2024-05-15） （英国英语）.
6. ↑  Robertson, Lesley; Backer, Jantien; Biemans, Claud; Doorn, Joop van; Krab, Klaas; Reijnders, Willem; Smit, Henk; Willemsen, Peter. . Brill. 2016. ISBN 978-90-04-30430-7 （英语）.
7. ↑  . the low countries.   [2024-08-09]. （原始内容存档于2024-08-09） （英语）.
8. ↑  . ucmp.berkeley.edu.   [2024-08-09]. （原始内容存档于2023-08-22）.
9. 1 2  Howards, S. S. . Fertility and Sterility. 1997-01, 67 (1): 16-17  [2024-08-09]. ISSN 0015-0282. PMID 8986676. doi:10.1016/s0015-0282(97)81848-1. （原始内容存档于2024-08-09）.
10. ↑  Rozsa, Matthew. . Salon. 2023-01-02  [2024-08-09]. （原始内容存档于2024-08-09） （英语）.
11. ↑  Lane, Nick. . Philosophical Transactions of the Royal Society B: Biological Sciences. 2015-04-19, 370 (1666)  [2024-08-09]. ISSN 0962-8436. PMC 4360124 . PMID 25750239. doi:10.1098/rstb.2014.0344. （原始内容存档于2024-06-11）.
12. ↑  Davis, Ian M. . Micron (Oxford, England: 1993). 2022-06, 157  [2024-08-09]. ISSN 1878-4291. PMID 35364426. doi:10.1016/j.micron.2022.103249. （原始内容存档于2024-08-09）.
13. ↑  . www.encyclopedia.com.   [29 July 2023]. （原始内容存档于2023-10-16）.
14. ↑  Dobell 1960，第19-22頁.
15. ↑  Dobell 1960，第23頁.
16. ↑  . Lens on Leeuwenhoek.   [2024-05-21]. （原始内容存档于2024-05-21）.
17. ↑  Dobell 1960，第23-24頁.
18. ↑  Dobell 1960，第24, 27-28頁.
19. ↑  Dobell 1960，第29頁.
20. ↑  . Lens on Leeuwenhoek.   [2024-05-21]. （原始内容存档于2024-07-10）.
21. ↑  Dobell 1960，第27-31頁.
22. ↑  Dobell 1960，第31-32頁.
23. ↑  Dobell 1960，第34-35頁.
24. ↑  . Lens on Leeuwenhoek.   [2024-05-21]. （原始内容存档于2024-05-21）.
25. ↑  Dobell 1960，第37頁.
26. ↑  Dobell 1960，第35-36頁.
27. 1 2 3 4  . Essential Vermeer.   [2024-05-21]. （原始内容存档于2020-06-23）.
28. ↑  . Lens on Leeuwenhoek.   [2024-05-21]. （原始内容存档于2024-07-10）.
29. ↑  Dobell 1960，第39-40頁.
30. ↑  Dobell 1960，第40-41頁.
31. ↑  Dobell 1960，第41-44頁.
32. ↑  Dobell 1960，第44頁.
33. ↑  Dobell 1960，第112-166頁.
34. ↑  . Lens on Leeuwenhoek.   [2024-05-21]. （原始内容存档于2024-05-26）.
35. ↑  Dobell 1960，第172頁.
36. ↑  Birch 1756，第351-352頁.
37. ↑  . Lens on Leeuwenhoek.   [2024-05-21]. （原始内容存档于2024-05-21）.
38. ↑  Dobell 1960，第48-50頁.
39. ↑  . Lens on Leeuwenhoek.   [2024-05-24]. （原始内容存档于2023-11-29）.
40. ↑  . Lens on Leeuwenhoek.   [2024-05-21]. （原始内容存档于2024-05-21）.
41. ↑  . Lens on Leeuwenhoek.   [2024-05-22]. （原始内容存档于2024-05-22）.
42. ↑  Dobell 1960，第56-60頁.
43. ↑  Bourne 1830，第308頁.
44. ↑  . Lens on Leeuwenhoek.   [2024-05-21]. （原始内容存档于2024-05-26）.
45. ↑  Dobell 1960，第55-56頁.
46. ↑  . Lens on Leeuwenhoek.   [2024-05-21]. （原始内容存档于2023-12-07）.
47. ↑  . Lens on Leeuwenhoek.   [2024-05-22]. （原始内容存档于2024-05-22）.
48. ↑  . Lens on Leeuwenhoek.   [2024-05-21]. （原始内容存档于2023-10-03）.
49. ↑  . Lens on Leeuwenhoek.   [2024-06-13]. （原始内容存档于2024-06-13）.
50. ↑  . Lens on Leeuwenhoek.   [2024-06-13]. （原始内容存档于2024-06-13）.
51. ↑  . Lens on Leeuwenhoek.   [2024-06-13]. （原始内容存档于2024-06-13）.
52. ↑  . Lens on Leeuwenhoek.   [2024-06-13]. （原始内容存档于2024-06-13）.
53. ↑  . Onderzoeksportal [Research Portal]. （原始内容存档于2016-03-03）.
54. ↑  . Lens on Leeuwenhoek.   [2024-05-27]. （原始内容存档于2024-07-10）.
55. ↑  Dobell 1960，第56-61頁.
56. 1 2  . Lens on Leeuwenhoek.   [2024-05-23]. （原始内容存档于2024-05-23）.
57. ↑  . Lens on Leeuwenhoek.   [2024-08-05]. （原始内容存档于2024-06-30）.
58. ↑  . Lens on Leeuwenhoek.   [2024-06-08]. （原始内容存档于2024-06-08）.
59. ↑  Cocquyt, Tiemen; Zhou, Zhou; Plomp, Jeroen; van Eijck, Lambert. . Science Advances. 2021-05-14, 7 (20)  [2024-06-13]. doi:10.1126/sciadv.abf2402. （原始内容存档于2024-06-13）.
60. ↑  . Lens on Leeuwenhoek.   [2024-05-27]. （原始内容存档于2024-07-10）.
61. 1 2  . Lens on Leeuwenhoek.   [2024-05-27]. （原始内容存档于2024-05-27）.
62. ↑  Robertson, Lesley A. . Antonie van Leeuwenhoek. 2023-07-31, 116: 919-935  [2024-06-13]. doi:10.1007/s10482-023-01859-4. （原始内容存档于2023-12-28） –Springer Link.
63. ↑  . Lens on Leeuwenhoek.   [2024-08-09]. （原始内容存档于2024-07-10）.
64. ↑  .   [2015-10-11]. （原始内容存档于2021-01-17）.
65. ↑  . Springer Link.   [2024-07-16]. （原始内容存档于2024-07-03）.
66. ↑  . 英國皇家學會.   [2024-07-16]. （原始内容存档于2024-07-03）.
67. ↑  . Google Doodles. 2016-10-24  [2024-07-16]. （原始内容存档于2024-02-12）.

## 外部連結
- Lens on Leeuwenhoek （页面存档备份，存于）（介紹雷文霍克生平與科學研究的網站）
- 在荷蘭文學數位圖書館 （页面存档备份，存于）上的雷文霍克相關文本 （页面存档备份，存于），包含信件與傳記